# 198 a.C.
Il 198 a.C. (CXCVIII a.C. in numeri romani) è un anno  del II secolo a.C.

## Eventi

### Politica
- Tito Quinzio Flaminino, a soli trent'anni, viene eletto console assieme a Sesto Elio Peto Catone.
- Nella battaglia dell'Aoo, le forze romane di Tito Quinzio Flaminino sconfiggono i macedoni di Filippo V.
- Termina l'occupazione dei tolomei d'Egitto sulle regioni di Celesiria, Palestina e parte della Giordania, le quali cadono sotto il dominio dei seleucidi di Siria, comandati da Antioco III.
- Marco Porcio Catone diviene pretore, nonché governatore di Sardegna e Corsica.

### Sport
- Policrate di Argo vince i giochi panatenaici nella specialità della corsa con le bighe a quattro cavalli.[1]